# ProSiebenSat.1 Media
ProSiebenSat.1 Media is een Europese mediagroep, met hoofdzetel in Duitsland, die in 2007 ontstond uit de Europese mediagroep SBS Broadcasting en uit het Duitse tv-concern ProSiebenSat.1 Media.

## Activiteiten
ProSiebenSat.1 is een mediabedrijf dat zich met name richt op de Duitstaligen in Europa.  ProSiebenSat.1 heeft vijftien gratis en betaal-tv zenders in Duitsland, Oostenrijk en Zwitserland, waaronder SAT.1, ProSieben, Kabel Eins, PULS4, PULS24, ATV I en ATV II. Naast deze televisiezenders heeft het ook een eigen streamingplatform Joyn. Het programma aanbod is gericht op vermaak. De belangrijkste bijdrage aan de omzet is afkomstig van advertentie-inkomsten. Er werken iets meer dan 7000 mensen bij het bedrijf, waarvan bijna 6000 in Duitsland.

## Geschiedenis
Op 27 juni 2007 maakte ProSiebenSat.1 bekend dat ze het in Luxemburg gevestigde SBS Broadcasting voor 3,3 miljard euro overnam. Het nieuwe ProSiebenSat.1 zou, na de RTL Group, de grootste mediagroep van heel Europa zijn. 
In Vlaanderen waren ze tot de verkoop in voorjaar 2011 vertegenwoordigd door VT4 en VIJFtv. In Nederland was ProSiebenSat.1 Media tot 29 juli 2011 eigenaar van SBS6, Net5 en Veronica. 
In mei 2025 werd bekend gemaakt dat er 430 voltijdsbanen gaan verdwijnen. Dit is ingeven om de efficiëntie te verbeteren, de kosten te verlagen en om geld vrij te maken voor een versnelling van de digitale transformatie. Met de vakbonden is voor de werknemers een vrijwillig programma opgezet. In het tweede kwartaal zal het bedrijf een voorziening treffen om dit mogelijk te maken.

## Aandeelhouders
ProSiebenSat.1 Media AG was voor 56,7% in handen van de twee Amerikaanse investeerdersfondsen Permira en KKR. De Telegraaf Media Groep NV (TMG) had van 2008 tot 2013 6% in handen, maar heeft dit in september 2013 verkocht. Dit leverde TMG ongeveer € 390 miljoen op.
In mei 2019 kocht Mediaset een minderheidsbelang van 9,6% in het mediabedrijf. Met dit aandelenbelang legt het bedrijf een basis voor een pan-Europees televisiebedrijf. De koopsom was € 330 miljoen en volgde op speculaties dat MediaSet wil fuseren met ProSieben. Het belang is stapsgewijs verhoogd naar 29,9% per jaareinde 2023.
In mei 2025 deed MediaForEurope (MFE, de nieuw naam voor Mediaset) een bod op alle aandelen. Het bod bestaat grotendeels uit geld en voor een klein deel uit aandelen MFE. Vijf dagen later kwam de Tsjechische PPF met een hoger bod, PPF bood 21% meer dan MFE. PPF is al na MFE de grootste aandeelhouder met een belang van 14,94% in ProSieben. PPF biedt € 7 per aandeel en ambieert een belang van 29,9%.